# 竹下佳江
竹下佳江（1978年3月18日—），出生於日本福冈县北九州市，前日本排球運動員，綽號「世界最小最強二傳」，身高159公分，體重55公斤，扣球高度可達280公分。

## 排球生涯
1997年入選日本國家女子排球隊，並多次擔任隊長。2004年雅典奥运会及2008年北京奥运会均有參賽。不過她在2008年10月宣佈暫時離開日本女排。
竹下過去是JT吃驚仰天女排隊的選手之一。2007年，V超級聯賽向竹下頒發長期活躍選手特別榮譽獎，以表揚她長期活躍於V超級聯賽及日本國家女子排球隊的精神。
2007年12月，竹下與asics簽訂了為期3年的個人贊助合約。
2013年7月25日，宣布退休。

## 外部連結
- JTマーヴェラス舊版官方網站
- 竹下佳江
- Ten＋Box

| 獎項                      | 獎項                                 | 獎項                     |
| ------------------------- | ------------------------------------ | ------------------------ |
| 前任： 埃莉薩·托古特      | 世界女子排球錦標賽 最有價值球員 2006 | 繼任： 葉卡捷琳娜·加莫娃 |
| 前任： Marcelle Rodrigues | 世界女子排球錦標賽 最佳舉球員 2006   | 繼任： 魏秋月            |
| 前任： 魏秋月             | 世界女排大獎賽 最佳舉球員 2008 2009  | 繼任： 阿莉莎·格拉斯     |